# Tittling
Tittling è un comune tedesco di 3 766 abitanti, situato nel land della Baviera.

## Galleria d'immagini

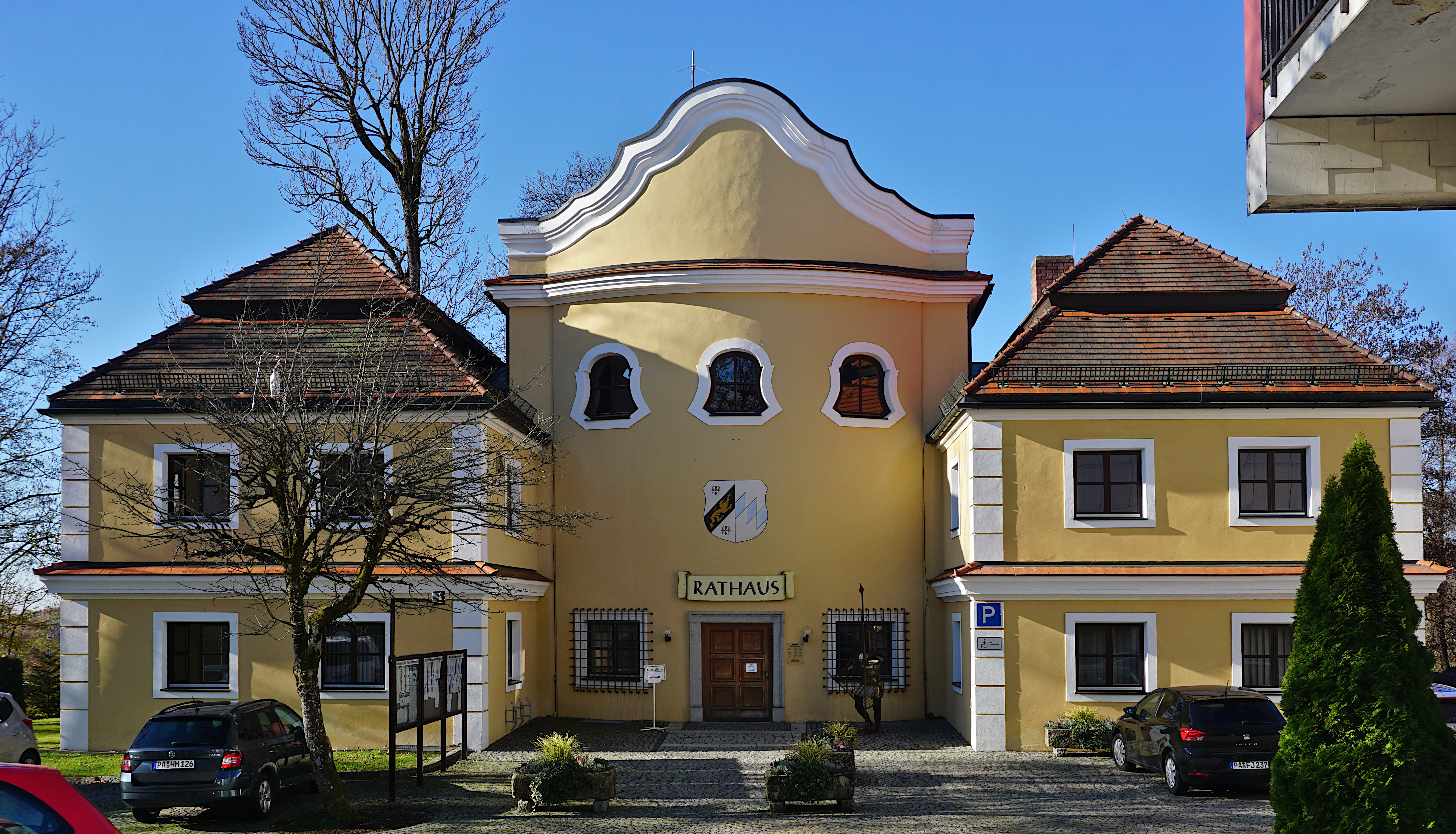
Il municipio di Tittling
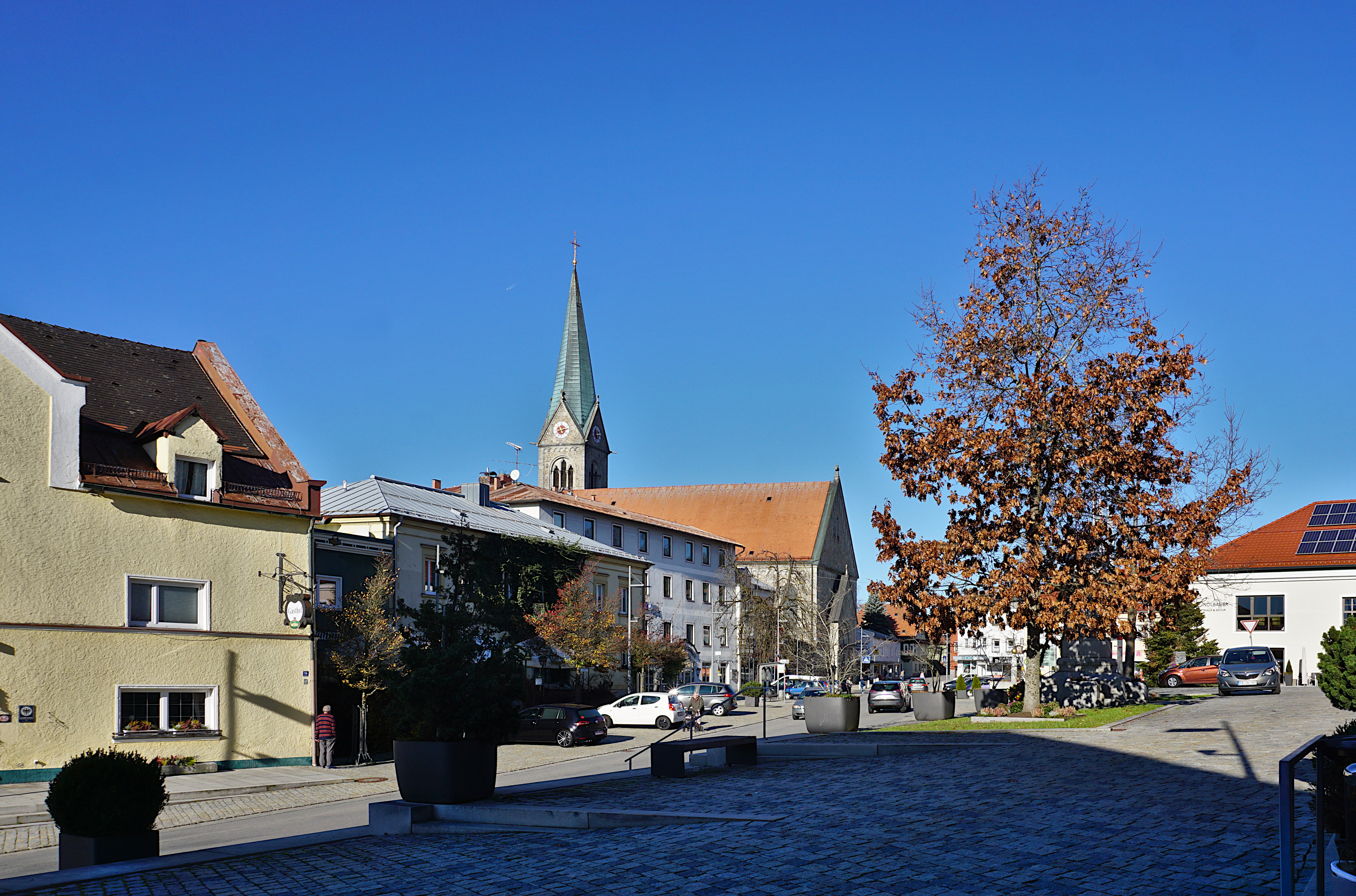
Il mercato di Tittling
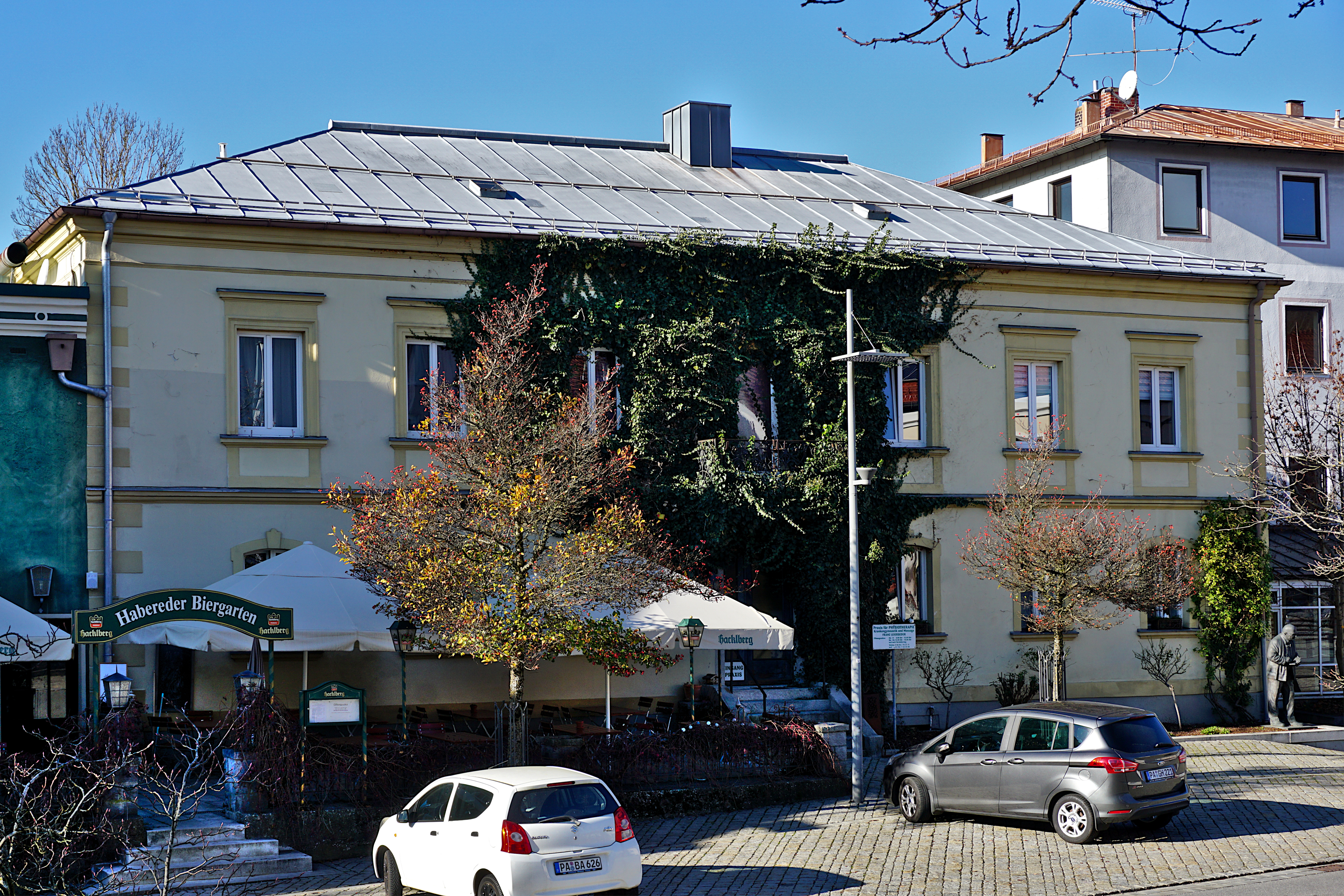
Il mercato di Tittling
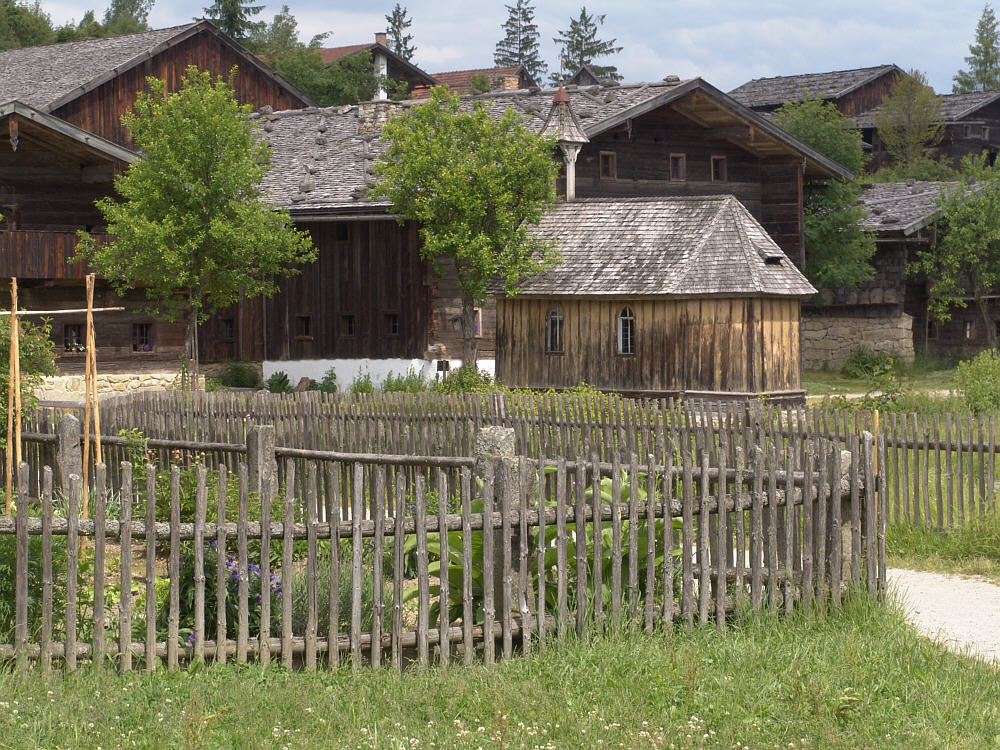
Villaggio Museo della Foresta Bavarese vicino a Tittling